# Іспанська інквізиція

Герб іспанської інквізиції

Іспанська інквізиція (ісп. Inquisición española) — у 1478—1834 відділ католицької інквізиції в Іспанії. Державний орган королівства. Займалася, переважно, викриттям криптоюдеїв, а також єретиків, ворожбитів, содомітів, багатоженців серед християн Іспанії та колоній. Виконувала роль цензорату. Створена іспанськими правителями Фердинандом II та Ізабелою I для розслідування антирелігійної та антидержавної діяльності своїх підданих. Дозвіл на створення дав папа римський Сікст IV буллою Exigit sincerae devotionis.
На відміну від Римської (папської) інквізиції підлягала королю Іспанії (Кастилії), була державним слідчим органом. Керувалася домініканцями, які відокремились від свого ордену і припинили підкорятись генералу ордену домініканців. За формою була виборною радою. Стала взірцем для організації португальської інквізиції. З часом перетворилась на іспанську таємну поліцію, що боролась проти внутрішніх загроз державі.
Скасована 1834 року Ізабелою II; в американських володіннях Іспанії — у ході боротьби за незалежність (1810–1826).
У традиційній історіографії, що оформилася під впливом антиіспанської пропаганди XVI—XIX ст., інквізицію представляли як машину катувань, яка стратила сотні тисяч осіб; як інститут придушення вільнодумства та представників інших вірувань. У XX ст. історики-документалісти поставили під сумнів і спростували традиційні тези. Зокрема, виявилося, що протягом XVI — XVIII ст., в «золоту добу» іспанської інквізиції, вона розглянула понад 150 000 судових справ, з яких лише 2,7% закінчилися смертними вироками.

## Назва
- Іспанська інквізиція (ісп. Inquisición española)
- Святий відділ розслідувань, або Святий відділ інквізиції (ісп. Tribunal del Santo Oficio de la Inquisición)
- Трибунал святого відділу розслідувань (ісп. Tribunal del Santo Oficio de la Inquisición)

## Діяльність
Іспанську інквізицію було сформовано в умовах сильного тиску на євреїв та мусульман з метою добитися їхнього хрещення. Чимало конверсос, однак, потайки продовжували сповідувати юдаїзм. Викриття на покарання криптоюдеїв стало першочерговим завданням новоствореного трибуналу. Перше аутодафе відбулося 1481 року. Криптоюдеї могли уникнути покарання розкаянням, але повторне порушення каралося спалюванням.
Папа римський Іннокентій VIII намагався надати звинуваченим право апеляції до Святого престолу, але король Фердинанд II пригрозив смертю й конфіскацією майна будь-кому, хто б скористався з цього права без королівського дозволу.
1492 року Альгамбрським декретом євреїв поставили перед вибором або прийняти християнство, або покинути Іспанію. Значна частина євреїв емігрувала з Кастилії в Португалію, Північну Африку, з Арагону в Італію. Десятки тисяч охрестилися. До 1530 року справи навернутих євреїв складали більшу частину розглянутих Інквізицією, але з 1530 року їхня доля зменшилася до 3%.
Мориски, навернуті до християнства мусульмани, були іншою групою, за якою пильно слідкувала Інквізиція. У Кастилії примусове навернення відбулося 1502 року, в Арагоні — 1526 року. Спочатку переслідування морисків було поміркованішим, але з другої половини 16 століття їхні справи складали в Гранаді 82%. 1609 року король Філіп III проголосив вигнання морисків з держави.
Серед інших гріхів, які переслідувалися й каралися інквізицією були блюзнірство, двоєженство, содомія, пізніше вільне масонство. Зустрічалися випадки полювання на відьом, хоча в Іспанії це була рідкість, оскільки католицька церква загалом не вірить в існування відьом та інші забобони.
Інквізиція займалася також складанням списків заборонених книг та цензурою. Перший такий список було опубліковано 1551 року. Перелік книг, заборонених для читання, був дуже широкий, основна увага приділялася релігійним книгам, особливо перекладам Біблії. До заборонених потрапляли навіть книги авторів, яких сучасна католицька церква вважає святими. Заборони, втім, не завадили «золотій добі» іспанської літератури. А от розвиток науки й вільнодумства епохи Просвітництва, Інквізиція затримала. Можливо, вона була причиною того, що Іспанія відстала від своїх сусідів в економічному розвитку.

## Вироки
Іспанська інквізиція найчастіше згадується як найжорстокіша, з найбільшою кількістю жертв. Фернандо дель Пульгар припускає, що лише за перші десять років було спалено 2000 людей. Згідно з Хуаном Антоніо Лоренті, упродовж історії Іспанської Інквізиції вона розслідувала загалом справи 341 021 людей, із яких, як мінімум, 10% (31 912) було страчено. Сучасні історики почали вивчати документальні записи Іспанської Інквізиції. Архівні документи Інквізиції з Національного Історичного Архіву Іспанії зберігають всі відомості про процеси між 1560 та 1700 роками. Згідно з ним, у цей період розслідувались 49092 справ. Густав Генінгсен та Джеймс Контрерас, що вивчили ці документи, обчислили, що тільки 1,9% із цих підсудних були спалені на вогнищі. Але ці документи не мають конкретних свідчень щодо кількості розслідувань та їхніх результатів до 1560 року, а архіви місцевих трибуналів, до яких можна було б звернутися, втрачені у наслідок спустошень війни, часу або інших подій. Рікардо Гарсія Карсел вважає, що між 1480 та 1530 роками Іспанська Інквізиція була куди активнішою, ніж у період, що вивчають Генінгсен та Контрерас. Карсел припускає, що за історію Іспанської Інквізиції вона розслідувала 150 000 справ. Якщо припустити 2% страчених, то виходить 3000, але Карсел оцінює приблизну кількість страчених у межах 3000-5000 за рахунок років до 1560.
У середині XVI сторіччя з'являється так звана чорна легенда про іспанську інквізицію, придумана протестантами для пропагандистських цілей. Першим автором цієї легенди був англійський протестантський мартиролог Брайтон Джон Фокс (1516–1587).
У суспільній уяві, Іспанська Інквізиція продовжує існувати як загальновідомий приклад релігійного переслідування. Деякі науковці, проте, висловили думку, що число жертв Іспанської Інквізиції було надто перебільшено, що є наслідком легенди про «Чорну Інквізицію». Також деякі переконують, що Іспанська Інквізиція є однією з причин відсутності в Іспанії релігійних воєн, які постійно точились у Франції та Німеччині. Подібні аргументи наведені щодо відсутності судів над відьмами в Іспанії.
Останній акт спалювання на вогнищі мав місце в Іспанії в 1826 році.

#### Статистика за 1540 — 1700
Дані Геннінсгена і Контрерарса на основі relaciones de causas. 
| Трибунал                           | Дані Геннінсгена і Контрерарса | Дані Геннінсгена і Контрерарса | Дані Геннінсгена і Контрерарса | Дані Геннінсгена і Контрерарса | Загалом | Загалом           |
| Трибунал                           | Роки документовано             | Кількість справ                | Страти                         | Страти                         | Суди    | Страти in persona |
| Трибунал                           | Роки документовано             | Кількість справ                | in persona                     | in effigie                     | Суди    | Страти in persona |
| ---------------------------------- | ------------------------------ | ------------------------------ | ------------------------------ | ------------------------------ | ------- | ----------------- |
| Барселона                          | 94                             | 3047                           | 37                             | 27                             | ~5000   | 53                |
| Наварра                            | 130                            | 4296                           | 85                             | 59                             | ~5200   | 90                |
| Майорка                            | 96                             | 1260                           | 37                             | 25                             | ~2100   | 38                |
| Сардинія                           | 49                             | 767                            | 8                              | 2                              | ~2700   | щонайменше 8      |
| Сарагоса                           | 126                            | 5967                           | 200                            | 19                             | ~7600   | 250               |
| Сицилія                            | 101                            | 3188                           | 25                             | 25                             | ~6400   | 52                |
| Валенсія                           | 128                            | 4540                           | 78                             | 75                             | ~5700   | щонайменше 93     |
| Картахена (з 1610)                 | 62                             | 699                            | 3                              | 1                              | ~1100   | щонайменше 3      |
| Ліма (з 1570)                      | 92                             | 1176                           | 30                             | 16                             | ~2200   | 31                |
| Мехіко (з 1570)                    | 52                             | 950                            | 17                             | 42                             | ~2400   | 47                |
| Арагонський секретаріат (загалом)  |                                | 25890                          | 520                            | 291                            | ~40000  | щонайменше 665    |
| Канари                             | 66                             | 695                            | 1                              | 78                             | ~1500   | 3                 |
| Кордоба                            | 28                             | 883                            | 8                              | 26                             | ~5000   | щонайменше 27     |
| Куенка                             | 0                              | 0                              | 0                              | 0                              | 5202    | щонайменше 34     |
| Галісія (з 1560)                   | 83                             | 2203                           | 19                             | 44                             | ~2700   | 17                |
| Гранада                            | 79                             | 4157                           | 33                             | 102                            | ~8100   | щонайменше 72     |
| Льєрена                            | 84                             | 2851                           | 47                             | 89                             | ~5200   | щонайменше 47     |
| Мурсія                             | 66                             | 1735                           | 56                             | 20                             | ~4300   | щонайменше 190    |
| Севілья                            | 58                             | 1962                           | 96                             | 67                             | ~6700   | щонайменше 128    |
| Толедо (включаючи Мадрид)          | 108                            | 3740                           | 40                             | 53                             | ~5500   | щонайменше 66     |
| Валядолід                          | 29                             | 558                            | 6                              | 8                              | ~3000   | щонайменше 54     |
| Кастильський секретаріат (загалом) |                                | 18784                          | 306                            | 487                            | ~47000  | щонайменше 638    |
| Загалом                            |                                | 44674                          | 826                            | 778                            | ~87000  | щонайменше 1303   |

## У культурі

### Кіно
- 1947: Капітан із Кастилії

### Монографії. Статті
- Henningsen, Gustav. The Database of the Spanish Inquisition. The relaciones de causas project revisited // Heinz Mohnhaupt, Dieter Simon, Vorträge zur Justizforschung. Vittorio Klostermann, 1992, pp. 43–85.
- Kamen, Henry. The Spanish Inquisition: a Historical Revision / 3rd ed. Yale University Press, 1998. 
  - Kamen, Henry. The Spanish Inquisition. 1965.
  - Kamen, Henry. Inquisition and Society in Spain /2nd ed. Yale University Press, 1985.
  - Kamen, Henry. The Spanish Inquisition: a Historical Revision / 3rd ed. Yale University Press, 1998.
  - Kamen, Henry. The Spanish Inquisition: a Historical Revision / 4th ed. Yale University Press, 2014.
  - польський переклад: Kamen, Henry. Inkwizycja Hiszpańska. Warsaw: Państwowy Instytut Wydawniczy, 2005.
- Levack, Brian P. The Witch Hunt in Early Modern Europe (2nd edition). London and New York: Longman, 1995.
- Monter, W. Frontiers of Heresy: The Spanish Inquisition from the Basque Lands to Sicily, Cambridge  University Press, 1990 (2003).

### Довідники
- Blötzer, Joseph. Inquisition [Архівовано 26 жовтня 2007 у Wayback Machine.] // The Catholic Encyclopedia. Vol. 8. New York: Robert Appleton Company, 1910.
- Инквизиция // Электронная еврейская энциклопедия. (рос.), Т. 3, кол. 741–746.

- Інквізиція [Архівовано 27 серпня 2016 у Wayback Machine.] // Юридична енциклопедія : [у 6 т.] / ред. кол.: Ю. С. Шемшученко (відп. ред.) [та ін.]. — К. : Українська енциклопедія ім. М. П. Бажана, 1998. — Т. 2 : Д — Й. — 744 с. — ISBN 966-7492-00-8.